# В лісі сьогодні не до сну 2 (фільм, 2021)
В лісі сьогодні не до сну 2 (пол. W lesie dziś nie zaśnie nikt 2) — польський фільм жахів, продовження фільму «В лісі сьогодні не до сну».

## Сюжет
Зося потрапляє до поліцейської дільниці за підозрою у вбивствах що скоїли брати-мутанти.
Пізніше разом з сержантом Вальдемаром вони їдуть до закинутого будинку де мешкали маніяки, яких також затримали. Але Зося знаходячись поряд з невідомим космічним тілом, зазнає опромінення і сама перетворюється на монстра, вбивши сержанта, вона направляється до літнього табору де вбиває Олівера.
Поліцейські Адам з Ванессою діставшись табору натрапляють на Зосю, але Ванесса відштовхує Адама, а сама втікає до поліцейської дільниці. Зося чомусь, не вбиває його, а заражає через що, поліцейський також перетворюється на мутанта.
Першою жертвою Адама стає власник крамниці, який не подобався поліцейському через те що той був схильний до живодерства відносно свого пса.
Тієї ж ночі Зося з Адамом повертаються до дільниці щоб визволити братів-маніяків які перебувають за гратами.
Ванесса намагається завадити цьому кинувши гранату, яка не вибухає. Зося наказує Адаму вбити Ванессу, але той не може так як у минулому був у неї таємно закоханий. Зося відштовхує Адама і вбиває Ванессу.
В кінці Зося виходить на вулицю де її насмерть збиває автобус спецпризначенців. Тим часом один з братів бере до рук гранату що не вибухнула, і та вибухає, вбивши обох маніяків.
Адама забирають спецпризначенці до міста.

## В ролях
| Актор                  | Роль                                                  |
| ---------------------- | ----------------------------------------------------- |
| Матеуш Венцлавек       | Адам Адамець, молодий поліцейський                    |
| Зофья Віхлач           | Офіцер поліція Ванесса Ковальчик, старша колега Адама |
| Юлія Венява            | Зося Вольська                                         |
| Анджей Грабовський     | Сержант поліції Вальдемар                             |
| Войцех Мейвальдовський | Олівер, завідуючий літнім табором                     |